# Labrisomus nigricinctus
Labrisomus nigricinctus är en fiskart som beskrevs av Howell Rivero, 1936. Labrisomus nigricinctus ingår i släktet Labrisomus och familjen Labrisomidae. Inga underarter finns listade i Catalogue of Life.